# Monodérmico
Monodérmico (taxón Unibacteria o Monodermata) es un término que designa a aquellos organismos procariotas que poseen una sola membrana celular. Tal es el caso de las de las arqueas y de las posibacterias (filos Bacillota, Actinomycetota y Chloroflexota), que por lo general son Gram positivos.

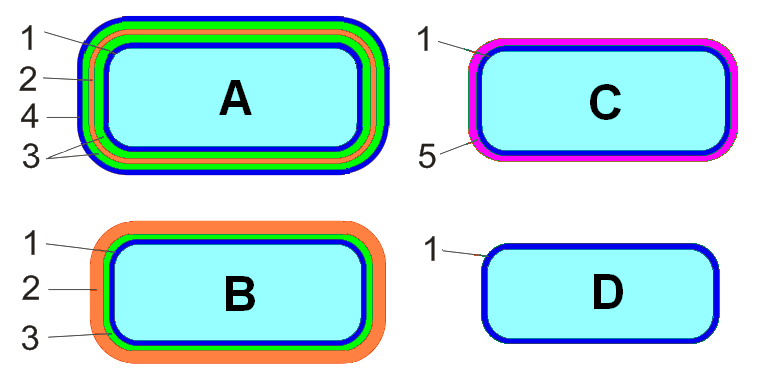
Tipos procariotas según su envoltura celular. Son monodérmicas B (bacteria Gram positiva), C (arquea) y D (micoplasma). En cambio A (bacteria Gram negativa) es didérmica.

Para diferenciar las unibacterias de las bacterias de doble membrana se ha introducido los términos monodérmico y didérmico.
Los procariontes monodérmicos presentan la membrana citoplasmática rodeada de una pared celular, pero carecen de una membrana externa y por lo tanto no poseen lipopolisacáridos, al contrario de las bacterias gram negativas (didérmicas), las cuales presentan doble membrana. 
La gran mayoría de las bacterias monodérmicas son Gram positivas. Son excepción los grupos Negativicutes, Syntrophomonadaceae, Chloroflexia y algunas Thermoanaerobacteriales, las cuales son Gram negativas debido a particularidades en su pared celular. Así mismo, Tenericutes por la ausencia de una pared.

## Hipótesis filogenética
Hay dos teorías evolutivas que postulan que Unibacteria o Monodermata por un lado y Negibacteria o Didermata por el otro, constituyen los más altos niveles de división procariota.
De acuerdo con los estudios de Cavalier-Smith, se considera que las bacterias gram negativas (Negibacteria) son ancestrales a todos los organismos. La primera unibacteria habría evolucionado a partir de una gram negativa por pérdida de su membrana externa; en compensación engrosó su pared celular de peptidoglicano (hipertrofia) dando lugar a las bacterias gram positivas (Posibacteria), que presentan además sortasas y glicerol 1-P deshidrogenasa. A partir de una gram positiva o más específicamente de una Actinomycetota, evoluciona la forma Neomura por cambios drásticos en la composición de la pared celular y membrana citoplasmática, considerándose a Neomura como ancestral tanto de arqueas como de eucariontes.
La segunda teoría corresponde a Gupta, que sostiene que Bacillota (en especial Clostridia y Togobacteria) mantienen las características de un antepasado común de los organismos y por consiguiente, tanto bacterias gram negativas como arqueas descienden de estas bacterias gram positivas.
Según Cavalier-Smith, Unibacteria es un clado que amerita un nivel taxonómico de subreino y que es parafilético, toda vez que da origen al imperio Eukaryota. Su filogenia se resume de la siguiente forma:
|         | Actinomycetota                                        |
|         |                                                       |
| Neomura | \| \| Archaea \| \| \| \| \| \| Eukaryota \| \| \| \| |
|         | \| \| Archaea \| \| \| \| \| \| Eukaryota \| \| \| \| |
|         | Archaea                                               |
|         |                                                       |
|         | Eukaryota                                             |
|         |                                                       |

|  | Archaea   |
|  |           |
|  | Eukaryota |
|  |           |

|         | Actinomycetota                                        |
|         |                                                       |
| Neomura | \| \| Archaea \| \| \| \| \| \| Eukaryota \| \| \| \| |
|         | \| \| Archaea \| \| \| \| \| \| Eukaryota \| \| \| \| |
|         | Archaea                                               |
|         |                                                       |
|         | Eukaryota                                             |
|         |                                                       |

|  | Archaea   |
|  |           |
|  | Eukaryota |
|  |           |